# La Femme du diplomate
Pour plus de détails, voir Fiche technique et Distribution.
La Femme du diplomate (5 to 7) est une comédie romantique américaine de Victor Levin sortie aux États-Unis en 2015.

## Synopsis
À New York, Brian aspire à devenir un bon écrivain. Passionné, ambitieux mais en mal d'inspiration, il fait un jour la rencontre de la séduisante Arielle Pierpont, une française mariée à un diplomate. Bientôt, le romancier en herbe et la jeune femme entament une relation extra-conjugale basée sur des règles précises...

## Fiche technique
- Titre : La Femme du diplomate
- Titre original : 5 to 7
- Réalisation et scénario : Victor Levin
- Musique : Danny Bensi et Saunder Jurriaans
- Production : Bonnie Curtis, Sam Englebardt, William D. Johnson et Julie Lynn
- Sociétés de production : Demarest Films, Mockingbird Pictures
- Société de distribution : IFC Films
- Langue : anglais
- Genre : Comédie romantique
- Durée : 95 minutes
- Dates de sortie en salles :
  - États-Unis : 19 avril 2014 (Tribeca Film Festival)
  - États-Unis : 3 avril 2015
  - France : 9 octobre 2016 en VOD

## Distribution
- Anton Yelchin : Brian Bloom
- Bérénice Marlohe : Arielle Pierpont
- Olivia Thirlby : Jane Hastings
- Lambert Wilson : Valéry Pierpont
- Frank Langella : Sam Bloom
- Glenn Close : Arlene Bloom
- Eric Stoltz : Jonathan Galassi
- Jocelyn DeBoer : Kiva Bloom